# Diane Lane
Pour les articles homonymes, voir Lane.
Diane Lane, née le 22 janvier 1965 à New York, est une actrice américaine.
Commençant sa carrière très jeune en 1979 avec le film I Love You, je t'aime aux côtés de Laurence Olivier, elle fait peu après la couverture de Time et est décrite comme la « nouvelle Grace Kelly ».
Au début des années 1980, elle fait une transition réussie de sa carrière d'enfant actrice et sa carrière d'adulte grâce au réalisateur Francis Ford Coppola avec Outsiders et Rusty James, mais connaît un passage à vide après les échecs successifs de Cotton Club et Les Rues de feu. Elle renoue avec le succès critique et commercial en 1989 avec la mini-série Lonesome Dove, qui lui vaut une nomination au Emmy Awards. Par la suite, elle tourne plusieurs films notables, y compris Infidèle, qui lui vaut une nomination à l'Oscar et au Golden Globe. Elle est apparue au cinéma notamment dans Le Choix d'une vie, En pleine tempête, Sous le soleil de Toscane, Hollywoodland, Man of Steel, Batman v Superman : L'Aube de la justice et plus récemment dans Dalton Trumbo.
En 2015, elle double le personnage de la mère de Riley dans Vice-versa, récompensé de l'Oscar du meilleur film d'animation. En 2018, elle tient un rôle central dans la dernière saison de la série Netflix House of Cards.
En 2020, sa prestation dans le film dramatique L'Un des nôtres, dans lequel elle partage l'affiche avec Kevin Costner lui vaut d'obtenir des critiques élogieuses.

## Biographie

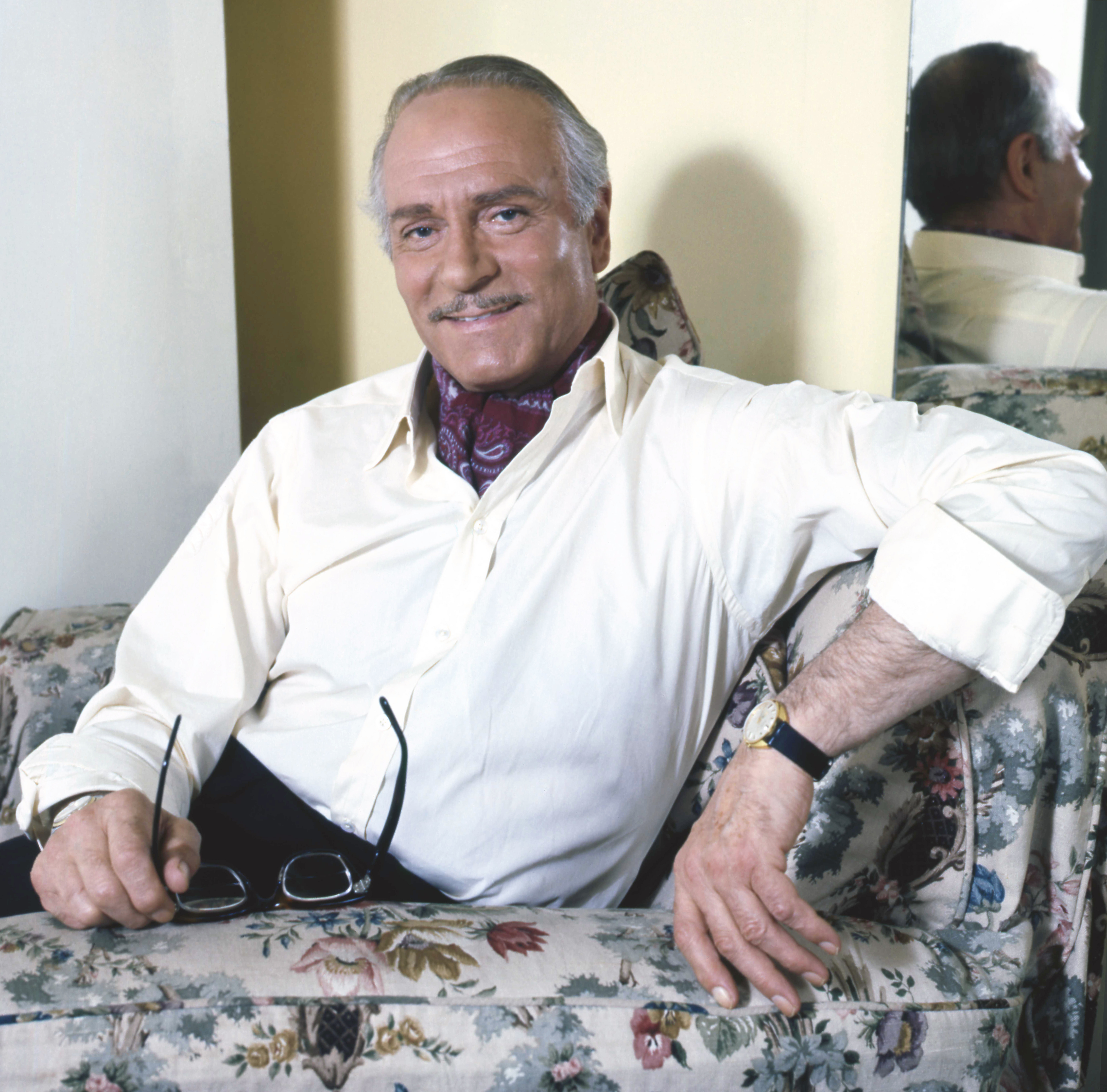
Lane fait ses débuts au cinéma avec Laurence Olivier, qui la surnomme la nouvelle Grace Kelly.

Diane Colleen Lane est la fille de Colleen Farrington (une chanteuse de night-club et ancienne playmate de Playboy, également connue sous le nom de Colleen Price) et de Burton Eugene Lane, conducteur de taxi qui est également coach d'acteur à Manhattan où il dirige un atelier d'acteurs avec John Cassavetes et enseignera plus tard les sciences humaines au City College. La grand-mère maternelle de Diane Lane, Agnes Scott, était un pasteur protestant (pentecôtisme). Diane Lane fut influencée par la mise en scène de celle-ci lors de ses sermons,,. Lorsque Diane a 13 jours, ses parents se séparent.
Sa mère part à Mexico où elle obtient un divorce tout en conservant sa garde jusqu'à l'âge de six ans. Le père de Diane obtient sa garde après que sa mère a déménagé dans son État d'origine, la Géorgie. La jeune fille et son père ont vécu dans un certain nombre d'hôtels résidentiels à New York, cette dernière l'accompagne dans son taxi,.
Lorsqu'elle a quinze ans, elle déclare son indépendance envers son père et part une semaine à Los Angeles avec son ami, l'acteur Christopher Atkins. Elle dira plus tard que « c'était un comportement imprudent d'avoir trop d'indépendance trop jeune ». Elle revient à New York et emménage chez la famille d'un ami, leur payant un loyer. En 1981, elle s'inscrit au lycée après avoir pris des cours par correspondance. Cependant, sa mère la kidnappe et la ramène dans l'État de Géorgie. Diane et son père contestent la garde de Colleen en justice et six semaines plus tard, elle est de retour à New York. Elle ne parlera pas à sa mère durant les trois années qui ont suivi, mais elles se sont réconciliées par la suite.

### Carrière

#### Débuts (1979-1988)

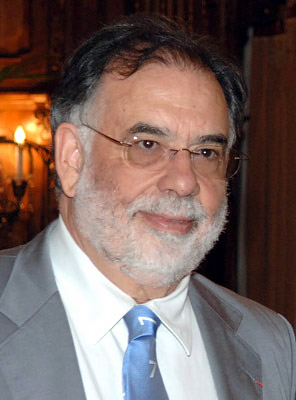
Francis Ford Coppola a permis à Diane Lane de réussir une transition entre sa carrière enfantine et sa carrière d'adulte. Ils tourneront ensemble quatre films entre 1983 et 1996.

Diane Lane commença sa carrière artistique professionnelle à l'âge de six ans au théâtre expérimental La Mama Experimental Theatre à New York, où elle participa aux productions Medea. À douze ans, elle obtient un rôle dans la production de Joseph Papp, La Cerisaie avec Meryl Streep et Irene Worth,. Lorsqu'elle a douze ans, Diane Lane s'inscrit dans un programme accélérée au Hunter College High School, mais sa scolarité souffre de ses horaires chargés. Adolescente, elle songea même à devenir mannequin, mais a du renoncer car Eileen Ford trouvait que son cou n'était pas assez long.
À treize ans, elle refuse un rôle dans une pièce de Broadway intitulé Runaways pour tourner dans son premier film, I Love You, je t'aime, jouant aux côtés de Laurence Olivier, qui sort en 1979. La jeune comédienne obtient les éloges d'Olivier, qui déclare qu'elle est la « nouvelle Grace Kelly ». Sa performance lui vaut d'obtenir l'année suivante le Young Artist Award de la meilleure jeune actrice dans un film. Peu après l'actrice se voit proposé deux rôles celui de Jan Curtis dans Les Yeux de la forêt de Walt Disney Pictures et celui d'Emmeline Lestrange dans Le Lagon bleu (1980). L'actrice a refusé le rôle dans Le Lagon bleu en raison d'une scène de sexe, rôle confié à Brooke Shields. Pour Les Yeux de la forêt, une clause d'exclusivité de trois ans a poussé Diane Lane à refuser la proposition mais si c'était un film Disney. À quatorze ans, elle fit la couverture du magazine Time, qui déclare qu'elle est l'une des « jeunes prodiges » d'Hollywood,.
Au début des années 1980, elle réussit la transition entre sa carrière enfantine et sa carrière d'adulte. Elle incarne une adolescente hors-la-loi dans Winchester et Jupons courts, aux côtés d'Amanda Plummer, qui tient son premier rôle. La percée de Lane vient en 1983 avec les adaptations consécutives des romans pour jeunes adultes signés S. E. Hinton, adaptés et réalisés par Francis Ford Coppola, Outsiders et Rusty James, notables pour avoir lancé la carrière de nombreux acteurs qui allaient devenir des stars du cinéma au cours de la décennie, ainsi que certains membres de la soi-disant Brat Pack, notamment Tom Cruise, Rob Lowe, C. Thomas Howell, Emilio Estevez, Patrick Swayze, Mickey Rourke, Nicolas Cage et Matt Dillon. La distinction de Lane parmi les vedettes masculines avança sa carrière, alors qu'elle s'affilie avec cette jeune génération d'acteurs. Andy Warhol a proclamé qu'elle est « l'incontestable rôle féminin de ce nouveau rat pack d'Hollywood ».
Les deux films suivants qui auraient pu la catapulter au statut de star, Les Rues de feu – pour lequel elle renonça à jouer dans Splash et Risky Business, – et Cotton Club ne percèrent pas au box-office et n'ont pas convaincu la critique, ce qui a pour conséquence de voir sa carrière languir. Après Cotton Club, Lane abandonne l'industrie du cinéma et vit avec sa mère en Géorgie. Selon l'actrice, elle « n'avai[t] pas été aussi proche de [sa] mère pendant une longue période », donc elles avaient « beaucoup de devoirs à faire », ajoutant que sa mère et elle ont « dû réparer [leur] relation parce [qu'elle voulait] que [sa] mère soit de retour ». Poussée par son père, elle reprend sa carrière et revient au cinéma qu'en 1987 avec le thriller érotique Lady Beware et le drame La Gagne, qui lui permet de retrouver Matt Dillon après Outsiders et Rusty James, mais ces films passent relativement inaperçus.

#### Succès critique et retour permanent (1989-1999)

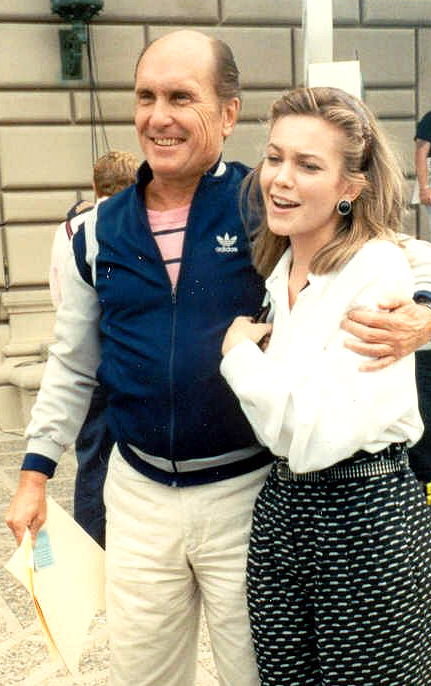
Diane Lane, aux côtés de Robert Duvall, son partenaire de Lonesome Dove, aux Emmy Awards en septembre 1989.

Ce n'est qu'en 1989 qu'elle est acclamée dans la série de télévision au succès critique et public Lonesome Dove, pour lequel elle est nommée à l'Emmy Award de la meilleure actrice dans une mini-série. En 1990, elle est pressentie pour incarner Vivian Ward dans le blockbuster Pretty Woman, qui avait un script beaucoup plus sombre à l'époque, mais en raison d'un planning chargé, Lane est contrainte de renoncer au rôle, bien qu'ayant fait des essayages de costumes, avant que le rôle ne soit attribué à Julia Roberts. En 1992, l'actrice partage l'affiche du thriller psychologique Face à face aux côtés de son mari de l'époque, Christophe Lambert, ainsi que Daniel Baldwin et Tom Skerritt. Ce film, dans lequel elle incarne une psychologue aidant la police à coincer le suspect de plusieurs meurtres, sort d'abord sur le continent européen, où il connaît un bon accueil critique et un certain succès commercial, avant de sortir l'année suivante sur le territoire américain, où il passe inaperçu. L'année suivante, sa performance dans le film indépendant My New Gun, qui est bien reçu au Festival de Cannes, lui vaut de recevoir des critiques positives et est apparu dans le biopic Chaplin de Richard Attenborough, dans lequel elle incarne l'actrice Paulette Goddard, la troisième épouse de Charlie Chaplin.
Parallèlement à cette période, on la retrouve dans plusieurs longs-métrages notamment les grosses productions Judge Dredd, dans lequel elle partage la vedette avec Sylvester Stallone et Meurtre à la Maison-Blanche, aux côtés de Wesley Snipes. Sa présence dans Judge Dredd a été suggéré par ses agents de l'époque qu'elle a renvoyé plus tard, qui étaient obnubilés à lui apporter plus de visibilité. Elle retrouve également Coppola pour lequel elle tourne sous sa direction une troisième fois dans Jack, dans lequel elle incarne la mère d'un enfant de dix ans mais dont le corps vieillit quatre fois plus vite que la normale, interprété par Robin Williams. Elle privilégie aussi les films intimistes tels que L'Été indien. Seul L'Été Indien rencontre un accueil globalement favorable des critiques, alors que Judge Dredd, Jack et Meurtre à la Maison-Blanche rencontrent un accueil mitigé ou négatif dès leurs sorties en salles. Au box-office, ses quatre films ne sont pas de véritables succès commerciaux.
Malgré une carrière cinématographique en demi-teinte dans les années 1990, Diane Lane parvient à faire une bonne carrière à la télévision avec la mini-série Oldest Living Confederate Widow Tells All, adaptation du roman du même nom d'Allan Gurganus et une nouvelle version de Un tramway nommé Désir de Tennessee Williams, téléfilm dans lequel elle partage l'affiche avec Jessica Lange et Alec Baldwin.
En 1999, elle rencontre davantage d'éloges de la critique et une nomination aux Independent Spirit Awards pour son rôle dans Le Choix d'une vie, où elle joua avec Viggo Mortensen. Un critique note que « Lane, après des années dans les limbes d'une carrière post-ado, est efficace ». Le réalisateur Tony Goldwyn la décrit comme ayant « ...cette sexualité potentiellement volcanique qui n'est en aucune façon complexée et opportuniste ». Le succès d'estime du Choix d'une vie donne un second souffle à la carrière de l'actrice,. À la même époque, elle est intéressée à faire un film sur l'actrice Jean Seberg dans lequel elle l'incarnerait.

#### Premiers rôles (années 2000)

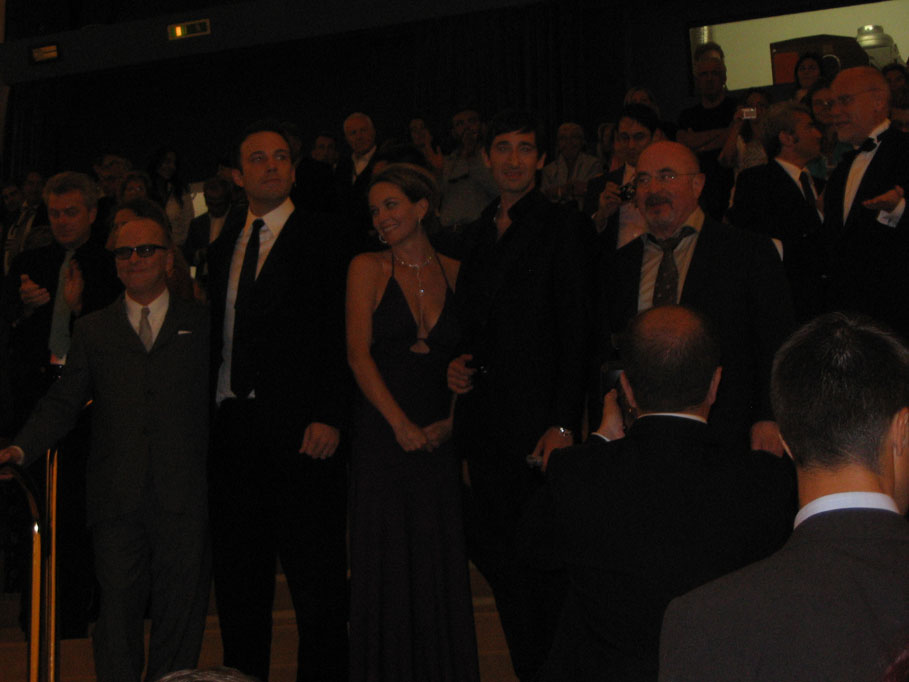
Diane Lane (3e en partant de la gauche lors de la première italienne du film Hollywoodland en 2006.

En 2000, Diane Lane est à l'affiche de deux films produit par Warner Bros., Mon chien Skip et En pleine tempête. Mon chien Skip narre l'histoire d'amitié entre un jeune garçon timide (incarné par Frankie Muniz) et son chien. Lane incarne la mère du garçon, tandis que Kevin Bacon incarne le père. Bien accueilli par la critique, le succès du film rentabilise son coût de production.
Le second film, dans lequel elle tient un rôle de soutien - celui de la petite amie du personnage incarné par Mark Wahlberg, lui permet d'obtenir son premier grand succès commercial avec 328 millions de dollars de recettes mondiales, malgré un accueil mitigé de la critique. En 2002, elle est à l'affiche du drame Infidèle, réalisé par Adrian Lyne et remake du film français La Femme infidèle de Claude Chabrol, dans lequel elle retrouve Richard Gere dix-huit ans après Cotton Club. Lane incarne une femme au foyer ayant une relation adultérine avec un mystérieux marchand de livres. Elle a obtenu le rôle après que Lyne l'ait vu dans Le Choix d'une vie. Le film est notable pour ses nombreuses scènes de sexe explicites : le réalisateur les faisant répéter, ce qui fut exigeant pour les acteurs concernés, en particulier pour l'actrice, qui a dû être physiquement et émotionnellement apte pour la durée. Bien que lors de sa sortie, la critique fut mitigée, la prestation de Lane dans Infidèle est néanmoins saluée,, qui lui permet d'obtenir plusieurs distinctions à des prix, notamment une citation à l'Oscar de la meilleure actrice. Elle reçut un prix de la National Society of Film Critics. Le film rencontre un certain succès commercial avec 119 millions de dollars de recettes, notamment du aux recettes internationales.
Elle est ensuite la tête d'affiche du mélo Sous le soleil de Toscane (2003), d'après le livre de Frances Mayes, qui lui vaut une nouvelle nomination au Golden Globes. Par la suite, elle est à l'affiche de Des gens impitoyables, La Main au collier et Hollywoodland.
En 2008, elle retrouve Richard Gere pour le drame romantique Nos nuits à Rodanthe, basé sur un roman de Nicholas Sparks, et accepte un second rôle dans le blockbuster Jumper. Elle est aussi la tête d'affiche du thriller Intraçable. Les trois films sont des échecs critiques et commerciaux. L'année suivante, elle est à l'affiche de Killshot avec Mickey Rourke, qui connaît une sortie limitée avant de sortir en DVD.
Après la promotion de Nos nuits à Rodanthe, Lane exprime la frustration d'être cataloguée, déclarant qu'elle est « armée pour quelque chose qui n'est pas sympathique ». Elle envisage même d'arrêter sa carrière afin de se consacrer à sa famille si elle est incapable de tenir ce type de rôles. Dans une interview, elle dira même qu'elle « ne peut rien faire officiellement. [Ses] agents ne [la] laissent pas » et qu'« [elle n'a] rien d'autre à déclarer ».

#### Retour à la télévision et au théâtre (années 2010 et 2020)
En 2010, elle tient le rôle principal du drame Secretariat, produit par Disney, relatant la relation entre un cheval de course et sa propriétaire. Elle joue également dans le téléfilm Cinema Verite, produit par HBO, relatant la création de la première télé-réalité. Sa prestation lui vaut de nombreuses nominations, dont l'Emmy, le Screen Actors Guild, le Satellite et le Golden Globe Awards.

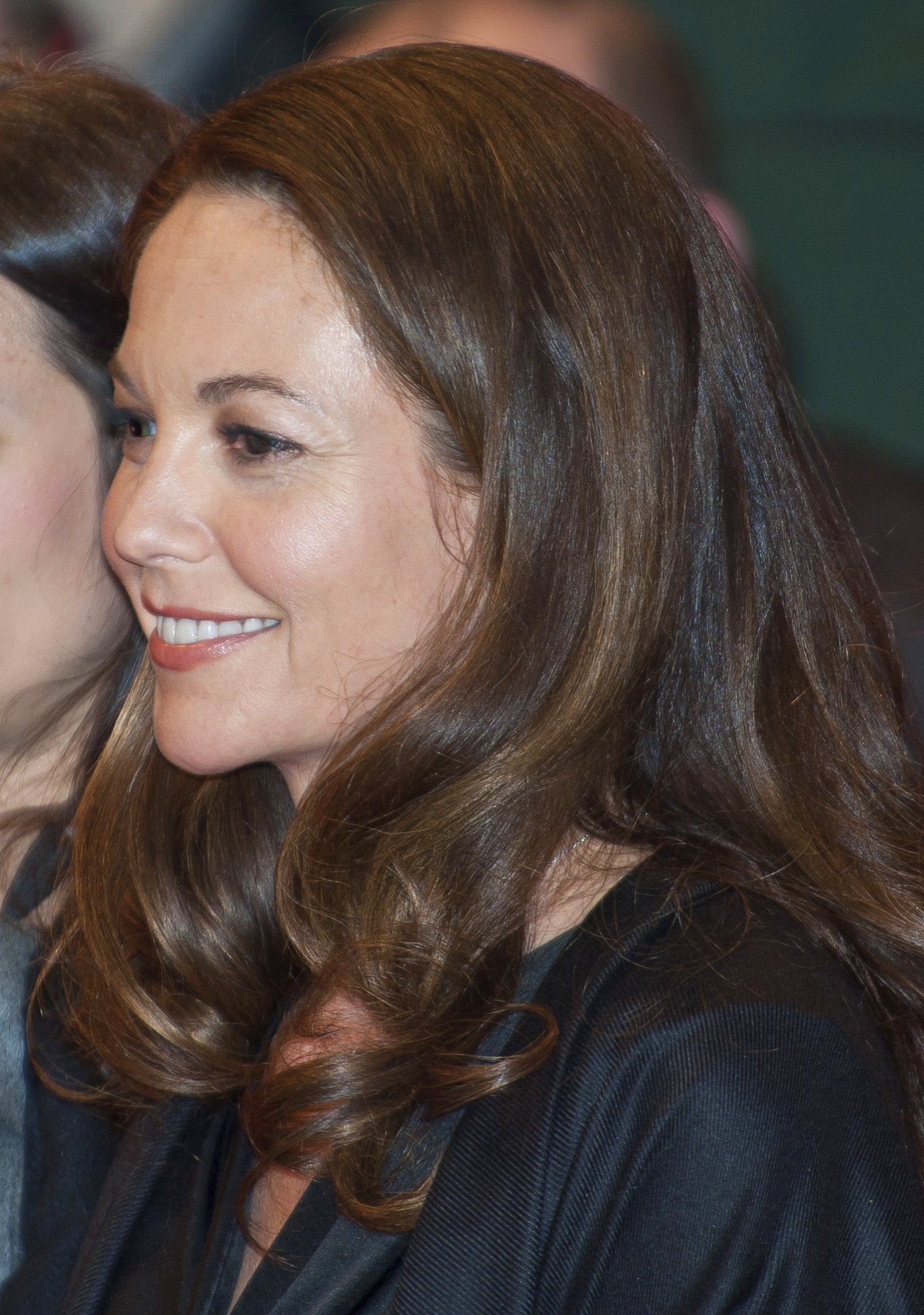
L'actrice à la Berlinale 2011.

En 2012, elle participe au documentaire Half the Sky: Turning Oppression into Opportunity for Women Worldwide  de PBS, produit par Show of Force avec Fugitive Films, qui met en vedette les femmes et les filles vivant dans des circonstances très difficiles et luttant avec courage pour les contester.
Après le succès de Cinema Verite, l'actrice obtient le rôle de Martha Kent dans le très attendu blockbuster Man of Steel, sorti en 2013. Le réalisateur Zack Snyder dira être ravi « d'avoir Diane dans le rôle parce qu'elle peut transmettre la sagesse et l'émerveillement d'une femme dont le fils a des pouvoirs au-delà de son imagination ». Le film rencontre un accueil critique mitigé, mais remporte un succès commercial. Elle reprendra son rôle dans la suite, Batman v Superman : L'Aube de la justice, sorti trois ans plus tard.
Entre-temps, elle est la tête d'affiche du drame indépendant Every Secret Thing, secondée par Elizabeth Banks. Elle tient aussi le premier rôle féminin de Dalton Trumbo, face à l'interprète du rôle-titre, Bryan Cranston. L'ensemble du casting est nommé aux Screen Actors Guild pour leur performance. Enfin, elle participe au doublage du film d'animation des studios Pixar Vice-Versa.
En 2012, et avant son divorce avec Josh Brolin en 2013, Diane Lane retourne à ses racines théâtrales et participe à une production de David Croner, Doux oiseaux de jeunesse, d'après Tennessee Williams, joué au Goodman Theatre de Chicago. Lane interprète Alexandra Del Lago, alias Princess Kosmonopolis, un star de cinéma hollywoodienne, en face de Finn Wittrock, qui dépeint Chance, un gigolo. C'est la première fois depuis 1989 que l'actrice remonte sur les planches, après avoir incarné Olivia dans La Nuit des Rois de Shakespeare au American Repertory Theatre à Cambridge, Massachusetts. Elle rejoue au théâtre à l'hiver 2015 aux côtés de Tony Shalhoub dans The Mystery of Love and Sex, production originale off-Broadway de Bathsheba Doran. Près de quatre décennies après sa première apparition sur Broadway, Lane sera, en septembre 2016, la tête d'affiche d'une pièce de théâtre elle a déjà joué en 1977, La Cerisaie de Tchekov : alors qu'en 1977, elle jouait un enfant de paysan sans ligne de dialogue, elle tiendra dans cette nouvelle version le rôle principal de Madame Lioubov Andreïevna Ranevskaïa.
En 2017, elle tient le rôle principal de la comédie Bonjour Anne réalisé par Eleanor Coppola, qui raconte le voyage de l'épouse d'un producteur et extrêmement occupé. Le film obtient un accueil critique mitigé. La même année, elle incarne l'épouse de W. Mark Felt, également connu sous le nom de Gorge Profonde, informateur du scandale du Watergate dans le drame historique The Secret Man: Mark Felt, dont le rôle-titre est incarné par Liam Neeson. Le film a fait parler car une grande partie des scènes de l'actrice furent coupées au montage en raison des contraintes concernant la durée du long-métrage. Elle reprend son rôle de Martha Kent dans le film de superhéros Justice League. La critique est mitigée et le résultat au box-office est décevant.
En 2018, Lane a joué dans la mini-série originale d'Amazon, The Romanoffs, diffusé entre octobre et novembre de la même année, et le rôle d'Annette Shepherd dans la sixième et dernière saison de la série à succès de Netflix, House of Cards, qui a été diffusée sur le service de diffusion en continu le 2 novembre,. Ces rôles ont de « toute évidence marqu[é] une rare apparition à la télévision pour Lane, qui a principalement travaillé dans le cinéma tout au long de sa carrière ».
En 2019, elle a joué un des intérêts amoureux du personnage de Matthew McConaughey dans le thriller érotique Serenity de Steven Knight, qui est sorti en salles aux États-Unis et dans quelques pays avant de connaître une diffusion mondiale sur Netflix. Elle sera également la vedette dans un film de Reed Morano dans lequel elle jouera aux côtés de Jeff Bridges  en plus le premier rôle dans la série à venir sur FX basée sur le comic book post-apocalyptique de science - fiction Y, le dernier homme. Lane est également la co-vedette avec Kevin Costner dans le thriller L'un des nôtres, adaptation du roman Let Him Go de Larry Watson. Le long-métrage narre l'histoire d'un shérif à la retraite et sa femme, incarnés par Costner et Lane, qui ont décidé de retrouver leur seul petit-enfant, après la mort de leur fils, qui est sous l'emprise d'une dangereuse famille. Initialement prévue pour une sortie le 21 août 2020 mais décalé en raison de la pandémie de Covid-19,, L'un des nôtres sort finalement le 6 novembre 2020 sur le territoire américain où il obtient de bonnes critiques, saluant la performance des deux acteurs principaux et fait un démarrage correct au box-office.

### Vie privée

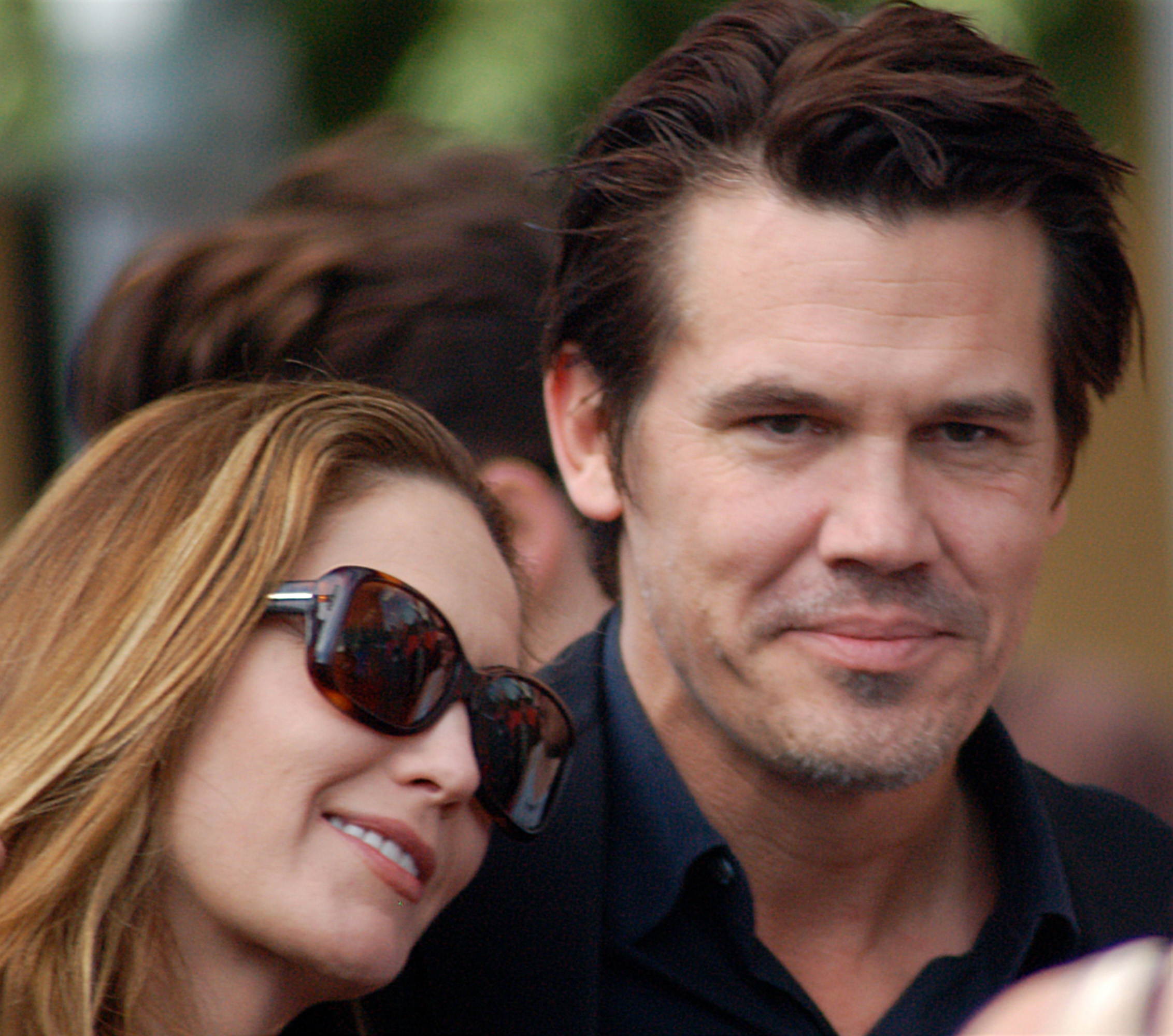
Diane Lane au Hollywood Walk of Fame en décembre 2009, accompagnée de son mari de l'époque, Josh Brolin.

Diane Lane fréquente les acteurs Christopher Atkins en 1980 et Timothy Hutton de 1980 à 1984, ainsi que la star de rock Jon Bon Jovi durant cinq mois en 1984, mais en garde un souvenir « flou »,,. Elle rencontre l'acteur Christophe Lambert à Paris pendant la promotion de Cotton Club en 1984. Ils ont une brève liaison puis se séparent. Ils se retrouvent deux ans plus tard à Rome pendant le tournage d'un film et se remettent ensemble. Lane et Lambert se marient en octobre 1988 à Santa Fé, au Nouveau-Mexique. De cette union naît leur fille Eleanor Jasmine Lambert, le 5 septembre 1993. À la suite d'une séparation prolongée, le couple divorce en 1994. Depuis leur divorce, Lane et Lambert sont restés proches. Après son divorce, elle entame une relation avec le réalisateur Danny Cannon, rencontré sur le tournage de Judge Dredd qui durera jusqu'en 1995.
Diane Lane s'est fiancée avec l'acteur Josh Brolin en juillet 2003 et ils se sont mariés le 14 août 2004. Le 20 décembre de la même année, elle appelle la police à la suite d'une altercation avec lui et celui-ci est interpellé. Diane Lane ne porte pas plainte et le porte-parole du couple parle d'un « malentendu ». Le couple annonce qu'il demande le divorce le 22 février 2013, finalisé le 2 décembre 2013.

### Philanthropie
Lane est également impliqué dans plusieurs œuvres de bienfaisance, notamment Heifer International qui s'attache à lutter contre la faim dans le monde, et Artists for Peace and Justice, une organisation hollywoodienne qui soutient les secours en Haïti. Cependant, elle essaie de ne pas attirer l’attention sur ses efforts humanitaires: « Parfois, je donne avec mon cœur. Parfois, je donne financièrement, mais il y a quelque chose dans [aider les autres] qui, à mon avis, devrait être anonyme. Je ne veux pas que ce soit une vantardise ».
Lane a fait une large apparition dans le documentaire Half the Sky, basé sur le livre Half the Sky: Turning Oppression into Opportunity for Women Worldwide. Le documentaire avait montré Lane et plusieurs autres actrices et célébrités de renom en visite en Afrique et dans d'autres régions où les femmes sont opprimées. Lane est devenu un ambassadrice de ce type de travail et de la charité en général.
Le 22 août 2014, Diane Lane a été honorée pour son travail avec Heifer International lors de son troisième gala annuel  Beyond Hunger: A Place at the Table au Montage de Beverly Hills. Lane dit que travailler avec Heifer International a eu une incidence sur sa vie et a renforcé la relation qu'elle entretient avec sa fille.

## Filmographie

### Cinéma

#### Années 1970-1980
- 1979 : I Love You, je t'aime (A Little Romance) de George Roy Hill : Lauren King
- 1980 : Touched by Love de Gus Trikonis : Karen
- 1981 : Winchester et Jupons courts (Cattle Annie and Little Britches) de Lamont Johnson : Jenny
- 1982 : National Lampoon's Movie Madness de Bob Giraldi et Henry Jaglom : Liza
- 1982 : Ladies and Gentlemen, The Fabulous Stains de Lou Adler : Corrine Burns
- 1982 : Six Pack de Daniel Petrie : Heather « Breezy » Aikens
- 1983 : Outsiders de Francis Ford Coppola : Cherry Valance
- 1983 : Rusty James (Rumble Fish) de Francis Ford Coppola : Patty
- 1984 : Les Rues de feu (Streets of Fire) de Walter Hill : Ellen Aim
- 1984 : Cotton Club (The Cotton Club) de Francis Ford Coppola : Vera Cicero
- 1987 : Lady Beware de Karen Arthur : Katya Yamo
- 1987 : La Gagne (The Big Town) de Ben Bolt et Harold Becker : Lorry Dane
- 1988 : Love Dream de Charles Finch : China

#### Années 1990
- 1990 : Urgences (Vital Signs) de Nicholas Silver : Gina Wyler
- 1992 : My New Gun de Stacy Cochran (en) : Debbie Bender
- 1992 : Chaplin de Richard Attenborough : Paulette Goddard
- 1992 : Face à face (Knight Moves) de Carl Schenkel : Kathy Sheppard
- 1992 : Rakuyô de Rou Tomono : Lian Hong
- 1993 : L'Été indien (Indian Summer) de Mike Binder : Beth Warden / Clair Everett (flashback)
- 1995 : Wild Bill de Walter Hill : Susannah Moore
- 1995 : Judge Dredd de Danny Cannon : la juge Barbara Hershey
- 1996 : Mad Dogs (Mad Dogs Time) de Larry Bishop : Grace Everly
- 1996 : Jack de Francis Ford Coppola : Karen Powell
- 1997 : Tennessee Valley (The Only Thrill) de Peter Masterson : Katherine Fitzsimmons
- 1997 : Meurtre à la Maison-Blanche (Murder at 1600) de Dwight H. Little : Agent Nina Chance
- 1998 : Gunshy de Jeff Celentano : Melissa
- 1999 : Le Choix d'une vie (A Walk on the Moon) de Tony Goldwyn : Pearl Kantrowitz

#### Années 2000
- 2000 : En pleine tempête (The Perfect Storm) de Wolfgang Petersen : Christina Cotter
- 2000 : Mon chien Skip (My Dog Skip) de Jay Russell : Ellen Morris
- 2001 : La Prison de verre (The Glass House) de Daniel Sackheim : Erin Glass
- 2001 : Hardball de Brian Robbins : Elizabeth Wilkes
- 2002 : Infidèle (Unfaithful) de Adrian Lyne : Connie Summer
- 2003 : Sous le soleil de Toscane (Under the Tuscan Sun) d'Audrey Wells : Frances Mayes
- 2005 : Des gens impitoyables (Fierce People) de Griffin Dunne : Liz Earl
- 2005 : La Main au collier (Must Love Dogs) de Gary David Goldberg : Sarah Nolan
- 2006 : Hollywoodland d'Allen Coulter : Toni Mannix
- 2008 : Jumper de Doug Liman : Mary Rice
- 2008 : Intraçable (Untraceable) de Gregory Hoblit : Jennifer Marsh
- 2008 : Nos nuits à Rodanthe (Nights in Rodanthe) de George C. Wolfe : Adrianne Willis
- 2009 : Killshot de John Madden : Carmen Colson

#### Années 2010
- 2010 : Secretariat de Randall Wallace : Penny Chenery
- 2013 : Man of Steel de Zack Snyder : Martha Kent
- 2014 : Every Secret Thing d'Amy Berg : Helen Manning
- 2015 : Dalton Trumbo (Trumbo) de Jay Roach : Cleo Trumbo
- 2016 : Batman v Superman : L'Aube de la Justice (Batman v Superman: Dawn of Justice) de Zack Snyder : Martha Kent
- 2016 : Bonjour Anne (Paris Can Wait) de Eleanor Coppola : Anne Lockwood
- 2017 : Justice League de Zack Snyder : Martha Kent
- 2017 : The Secret Man - Mark Felt (Mark Felt: The Man Who Brought Down the White House) de Peter Landesman : Audrey Felt
- 2019 : Serenity de Steven Knight : Constance

#### Années 2020
- 2020 : L'Un des nôtres (Let Him Go) de Thomas Bezucha : Margaret Blackledge
- 2021 : Zack Snyder's Justice League de Zack Snyder : Martha Kent
- 2024 : Anniversary de Jan Komasa : Ellen

### Films d'animations
- 2015 : Vice-versa (Inside Out) de Pete Docter et Ronnie del Carmen : la mère de Riley
- 2015 : Premier rendez-vous ? (Riley's First Date?) de Josh Cooley : la mère de Riley (court-métrage)
- 2024 : Vice-versa 2 (Inside Out 2) de Kelsey Mann : la mère de Riley

### Télévision

#### Téléfilms
- 1981 : Child Bride of Short Creek de Robert Michael Lewis : Jessica Rae Jacob
- 1982 : Le Rêve américain (Miss All-American Beauty) de Gus Trikonis : Sally Butterfield
- 1990 : Enquête mortelle (Descending Angel) de Jeremy Kagan : Irina Stroia
- 1994 : Oldest Living Confederate Widow Tells All de Ken Cameron : Lucy Honicut Marsden
- 1995 : Un tramway nommé Désir (A Streetcar Named Desire) de Glenn Jordan : Stella Kowalski
- 1998 : Grace et Glorie (Grace & Glorie) de Arthur Allan Seidelman : Gloria Greenwood
- 2000 : Le Virginien (The Virginian) de Bill Pullman : Molly Stark
- 2011 : Cinema Verite de Shari Springer Berman et Robert Pulcini : Pat Loud

#### Séries télévisées
- 1980 : Great Performances de Dezsö Magyar : Charity Royall (épisode : Summer)
- 1989 : Lonesome Dove de Simon Wincer : Lorena Wood (mini-série, 4 épisodes)
- 1993 : Fallen Angels : Bernette Stone  (saison 1, épisode 5 : Meurtre en diagonale)
- 2018 : The Romanoffs : Katherine Ford (saison 1, épisode 4 : Expectation et épisode 5 : Bright and High Circle)
- 2018 : House of Cards : Annette Shepherd (saison 6)
- 2021 : Y, le dernier homme (Y: The Last Man) : la sénatrice Jennifer Brown (10 épisodes)
- 2022 : Extrapolations : Martha Russell
- 2024 : Feud : Capote vs. The Swans : Martha 'Slim' Keith (saison 2)
- 2024 : Un homme, un vrai (A Man in Full) : Martha Crocker (mini-série) (Netflix)

## Théâtre
- 1971-76 : pièces jouées à La MaMa Experimental Theatre Club dans des rôles variés :

| Les Troyennes (The Trojan Woman) Électre (Electra) La Bonne Âme du Se-Tchouan (The Good Woman of Szechuan) | Noces de sang (Bloody Wedding) Silver Queen Comme il vous plaira (As You Like It) |

- 1977 : La Cerisaie (The Cherry Orchard), pièce jouée au Vivian Beaumont Theater (New York) : une enfant paysanne
- 1977 : Agamemnon, pièce jouée au Vivian Beaumont Theater (New York) : Iphigenia
- 1978 : Runaways, comédie musicale jouée au Public Theater (New York) : Jackie[76]
- 1989 : La Nuit des rois (Twelfth Night), pièce jouée au American Repertory Theater (Cambridge) : Olivia
- 2012 : Doux oiseau de jeunesse (Sweet Bird In Youth), pièce jouée au Goodman Theatre (Chicago) : Alexandra Del Lago / Princess Kosmonopolis
- 2014 : The Mystery of Love and Sex, pièce jouée au Mitzi Newhouse Theatre at Lincoln Center (New York) : Lucinda
- 2016 : La Cerisaie (The Cherry Orchard), pièce jouée au American Airlines Theatre (New York) : Madam Ranevskya

## Distinctions
Sauf indication contraire, les informations mentionnées dans cette section peuvent être confirmées par la base de données cinématographiques IMDb,  présente dans la section « Liens externes ».
| Année | Prix                                    | Catégorie                                                    | Production                  | Résultat   |
| ----- | --------------------------------------- | ------------------------------------------------------------ | --------------------------- | ---------- |
| 1980  | Young Artist Awards                     | Sybil Jason Award de la meilleure jeune actrice dans un film | I Love You, je t'aime       | Lauréat    |
| 1980  | Young Artist Awards                     | Meilleure jeune actrice dans un film                         | I Love You, je t'aime       | Lauréat    |
| 1981  | Young Artist Awards                     | Meilleure jeune actrice dans un film                         | Touched by Love             | Lauréat    |
| 1984  | Young Artist Awards                     | Meilleure jeune actrice dans un second rôle dans un film     | Outsiders                   | Nomination |
| 1984  | Young Artist Awards                     | Meilleure jeune actrice dans un film                         | Rusty James                 | Nomination |
| 1985  | Razzie Awards                           | Pire actrice                                                 | Cotton Club Les Rues de feu | Nomination |
| 1989  | Primetime Emmy Awards                   | Meilleure actrice dans une mini-série ou un téléfilm         | Lonesome Dove               | Nomination |
| 2000  | Independent Spirit Awards               | Meilleure actrice                                            | Le Choix d'une vie          | Nomination |
| 2000  | Las Vegas Film Critics Society Awards   | Meilleure actrice                                            | Le Choix d'une vie          | Nomination |
| 2001  | Blockbuster Entertainment Awards        | Meilleure actrice dans un film dramatique                    | En pleine tempête           | Nomination |
| 2001  | Western Heritage Awards                 | Bronze Wangler                                               | The Virginian               | Lauréat    |
| 2002  | Golden Schmoes Awards                   | Meilleure actrice                                            | Infidèle                    | Nomination |
| 2002  | New York Film Critics Circle Awards     | Meilleure actrice                                            | Infidèle                    | Nomination |
| 2003  | Golden Globes                           | Meilleure actrice dans un film dramatique                    | Infidèle                    | Nomination |
| 2003  | Oscars du cinéma                        | Meilleure actrice                                            | Infidèle                    | Nomination |
| 2003  | Screen Actors Guild Awards              | Screen Actors Guild Award de la meilleure actrice            | Infidèle                    | Nomination |
| 2003  | Critics' Choice Movie Awards            | Meilleure actrice                                            | Infidèle                    | Nomination |
| 2003  | Chicago Film Critics Association Awards | Meilleure actrice                                            | Infidèle                    | Nomination |
| 2003  | Phoenix Film Critics Society Awards     | Meilleure actrice                                            | Infidèle                    | Nomination |
| 2003  | Vancouver Film Critics Circle           | Meilleure actrice                                            | Infidèle                    | Nomination |
| 2003  | Gold Derby Awards                       | Meilleure actrice                                            | Infidèle                    | Nomination |
| 2003  | Online Film & Television Association    | Meilleure actrice                                            | Infidèle                    | Nomination |
| 2003  | Online Film Critics Society Awards      | Meilleure actrice                                            | Infidèle                    | Nomination |
| 2003  | International Online Cinema Awards      | Meilleure actrice                                            | Infidèle                    | Nomination |
| 2003  | Italian Online Movie Awards             | Meilleure actrice                                            | Infidèle                    | Nomination |
| 2003  | National Society of Film Critics Awards | Meilleure actrice                                            | Infidèle                    | Nomination |
| 2003  | Hollywood Film Awards                   | Actrice de l'année                                           | —                           | Lauréat    |
| 2003  | ShoWest Convention                      | Star féminine de l'année                                     | —                           | Lauréat    |
| 2004  | Golden Globes                           | Meilleure actrice dans un film musical ou une comédie        | Sous le soleil de Toscane   | Nomination |
| 2009  | AARP Movies for Grownups Awards         | Meilleure histoire d'amour entre adultes                     | Nos nuits à Rodanthe        | Nomination |
| 2010  | Women's Image Network Awards            | Meilleure actrice dans un film                               | Secretariat                 | Nomination |
| 2011  | Gold Derby Awards                       | Meilleure actrice dans une mini-série ou un téléfilm         | Cinema Verite               | Nomination |
| 2011  | Online Film & Television Association    | Meilleure actrice dans une mini-série ou un téléfilm         | Cinema Verite               | Nomination |
| 2011  | Women's Image Network Awards            | Meilleure actrice dans une mini-série ou un téléfilm         | Cinema Verite               | Lauréat    |
| 2012  | Golden Globes                           | Meilleure actrice dans une mini-série ou un téléfilm         | Cinema Verite               | Nomination |
| 2012  | Screen Actors Guild Awards              | Meilleure actrice dans une mini-série ou un téléfilm         | Cinema Verite               | Nomination |
| 2012  | Savannah Film Festival                  | Performance exceptionnelle au cinéma                         | —                           | Lauréat    |
| 2016  | Screen Actors Guild Awards              | Screen Actors Guild Award de la meilleure distribution       | Dalton Trumbo               | Nomination |
| 2016  | Behind the Voice Actors Awards          | Meilleure distribution vocale pour un film                   | Vice-versa                  | Lauréat    |
| 2021  | Almeria Western Film Festival           | Meilleure actrice                                            | L'un des nôtres             | Lauréat    |

## Voix francophones
Pour les versions françaises, Martine Irzenski est la voix régulière de Diane Lane, qu'elle double notamment pour les films Cotton Club, Infidèle, Hollywoodland, Jumper et la série House of Cards. Cependant, dans d'autres occasions, elle a été remplacée par Hélène Chanson notamment pour En pleine tempête, Man of Steel, Batman v Superman : L'Aube de la justice et Justice League.
D'autres comédiennes l'ont doublée uniquement à deux reprises telles que Nathalie Régnier notamment pour Killshot, Déborah Perret notamment pour Un tramway nommé Désir, Emmanuèle Bondeville notamment pour Judge Dredd et Mad Dogs, Caroline Beaune notamment pour Intraçable et Marjorie Frantz dans Le Choix d'une vie et Extrapolations. Françoise Cadol l'a également doublée pour les films d'animations Vice-versa et Premier rendez-vous. Enfin, Laure Sabardin l'a doublée exceptionnellement dans La Gagne.
Pour les versions québécoises, le doublage de l'actrice est le plus souvent réalisé par Anne Bédard (L'Homme d'acier). Auparavant, Élise Bertrand (Juge Dredd, Mon chien Skip) était la voix la plus régulière de Diane Lane.
Versions françaises
- Martine Irzenski dans Cotton Club[77], Infidèle[77], Hollywoodland[77], Jumper[77], House of Cards[77], etc.
- Hélène Chanson dans En pleine tempête[77], Man of Steel[77], Batman v Superman : L'Aube de la justice[77], Justice League[77], etc.

Versions québécoises
- Anne Bédard dans L'Homme d'acier[79], etc.
- Élise Bertrand dans Juge Dredd[79], Mon chien Skip[79], etc.